# ジョージ1世 (イギリス王)
ジョージ1世（英語: George I、1660年5月28日 - 1727年6月11日（グレゴリオ暦6月22日））は、グレートブリテン王国及びアイルランド王国の国王で、ハノーヴァー朝の開祖である。また、神聖ローマ帝国のブラウンシュヴァイク＝リューネブルク（ハノーファー）選帝侯でもあり、ドイツ語名をゲオルク・ルートヴィヒ（Georg Ludwig）という。
ジョージはドイツのハノーファーで生まれ、ブラウンシュヴァイク＝リューネブルク公国の領地や選帝侯位称号を父や伯父たちから相続した。スペイン継承戦争などヨーロッパにおける一連の戦争により、ジョージのドイツ領地はその治世中に拡大した。イギリスで又従妹のアン女王が崩御してステュアート朝が断絶すると、母のゾフィーがステュアート家の血筋だったことから、54歳でグレートブリテン王国の国王ジョージ1世として迎えられた。
ドイツで生まれ育ったジョージ1世は英語を理解できず、文化も異なるイギリス国民から嫌われたと言われている。ジョージ1世に英語の知識がなく学ぶこともなかったとの見解は世間で信じられてきたが、国王即位時に彼の英語は少しかじっている程度を超えていたとも見なせる記述が史料に存在し、1720年代までに文書がフランス語に訳されなくなったことは国王在位中に彼の英語能力が進歩したことを示すとも考えられる。イギリスの政務をロバート・ウォルポールに任せ、これがイギリスにおける責任内閣制（「国王は君臨すれども統治せず」）の発達を促す結果になったとされる。
ジョージ1世は母国ハノーファーへ戻る途中で卒中を起こして崩御、ハノーファーで埋葬された。

## 生涯

### 幼年期
ジョージは1660年5月28日に神聖ローマ帝国のハノーファーで生まれた。ブラウンシュヴァイク＝リューネブルク公子エルンスト・アウグストとゾフィー・フォン・デア・プファルツの間に生まれ、ゾフィーは母エリザベス・ステュアートを通じて祖父のイングランド王ジェームズ1世の血を引いていた。
ジョージは、生まれた時点で、父と実子のいない3人の伯父のドイツ領地の唯一の相続人となった。1661年、ジョージの弟フリードリヒ・アウグストが生まれ、2人は家族の間でそれぞれゲルゲン（Görgen）とグシェン（Gustchen）と呼ばれ、一緒に育てられた。ゾフィーが1664年から1665年の間、療養のためにイタリアへ旅行して家を留守にしていたが、その間も息子たちの女家庭教師と定期的に文通し、息子たちの養育に気をかけた。ゾフィーが旅を終えた後、彼女はエルンスト・アウグストとの間でさらに4男1女をもうけた。ゾフィーは手紙でジョージを責任感のある誠実な子供と形容、弟や妹たちの模範となりうると述べた。
1665年にはジョージの伯父の1人クリスティアン・ルートヴィヒが子供なく薨去したが、残りの2人の伯父が1675年までに結婚したため、彼らはジョージの継承権に疑問を呈し、2人が子供をもうけた場合にはジョージが継承できない可能性があるとした。エルンスト・アウグストはジョージを狩りや乗馬に連れて行き、軍事について教育した。ジョージの将来が不安定であることを案じたエルンスト・アウグストは当時15歳のジョージを仏蘭戦争の戦役に連れて行き、戦闘でジョージを教育するとともにその能力を試そうとした。
1679年、ジョージの伯父の1人ヨハン・フリードリヒが男子のないまま薨去、エルンスト・アウグストがカレンベルク侯領とゲッティンゲン侯領を継承し、首都はハノーファーに置いた。今やジョージの伯父のうち唯一存命なのはゲオルク・ヴィルヘルム1人となり、彼は愛妾エレオノール・ドルブリューズと正式に結婚して娘ゾフィー・ドロテアを嫡出子にしたが、さらに子供をもうける可能性はありそうになかった。サリカ法により領土の継承は男子に限定されたため、ジョージと弟たちが父エルンスト・アウグストや伯父たちの領地を相続することはほぼ確実視された。1682年にハノーファー家は長子相続制の採用に合意、これによりジョージは領地を弟たちと分割することなく全て相続することができた。

### 結婚

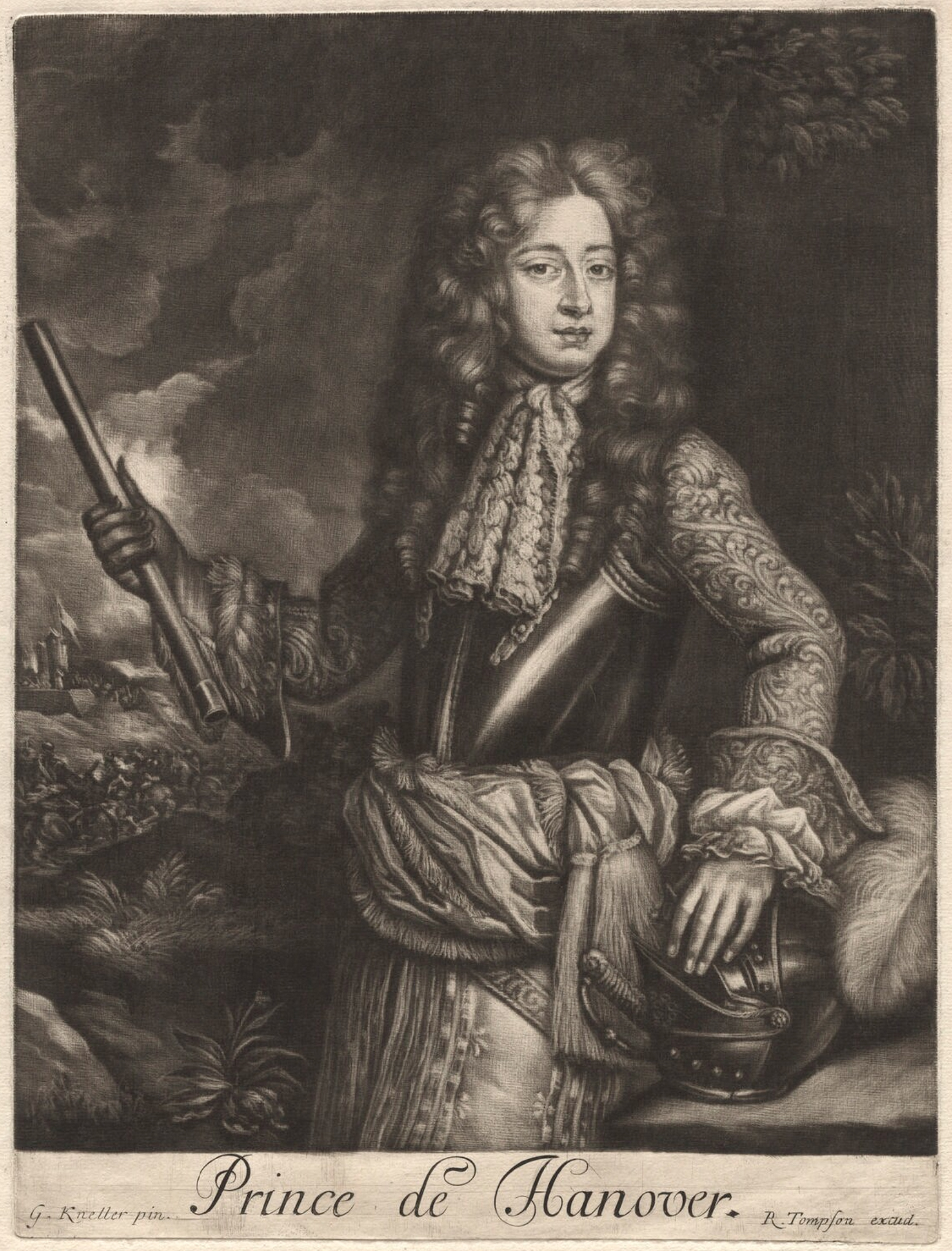
1680年、ハノーファー公子だった頃のジョージ。ゴドフリー・ネラー作

同年、ジョージは従妹ゾフィー・ドロテア・フォン・ツェレと結婚、サリカ法で規定されなかった収入を確保した。この閨閥の目的は歳入を（健全な程度に）増やすことと、ハノーファーとツェレの統一を推進することにあった。ジョージの母ゾフィーははじめゾフィー・ドロテアの出身（王族ではなかった上、庶子だったのを認知されて嫡出となった経緯がある）を見下して結婚に反対したが、結婚がもたらす利益をもって説得された。
1683年、ジョージは弟フリードリヒ・アウグストとともに大トルコ戦争の第二次ウィーン包囲に参戦、一方のゾフィー・ドロテアは息子ゲオルク・アウグストを出産した。翌年、フリードリヒ・アウグストは長子相続制の採用を知らされた。元々予定された、父の領地の一部を相続することができなくなったという事実により、フリードリヒ・アウグストと父、そしてジョージの間で確執が生じ、フリードリヒ・アウグストが1690年に戦死するまで続いた。ブラウンシュヴァイク＝リューネブルクが統一目前であることと、エルンスト・アウグストが大トルコ戦争に継続して貢献したことを鑑みて、エルンスト・アウグストは1692年に神聖ローマ帝国の選帝侯に叙された。これにより、ジョージの将来は父の選帝侯領と伯父の公国の相続と、より一層に明るくなった。
ゾフィー・ドロテアは1687年に同名の娘ゾフィー・ドロテアを出産したが、それ以降は妊娠することがなかった。ジョージとゾフィー・ドロテアは疎遠になり、ジョージは愛妾エーレンガルト・メルジーネ・フォン・デア・シューレンブルクと同伴することを好み、ゾフィー・ドロテアもスウェーデンのフィリップ・クリストフ・フォン・ケーニヒスマルク伯爵と不倫した。駆け落ちのスキャンダルに危機を感じたハノーファー宮廷ではジョージの母や弟が思いとどまるよう説得したが効果はなかった。ハノーファーの敵国の外交文書によると、ケーニヒスマルク伯は1694年7月に殺害され、遺体は石の錘をつけてライネ川に投棄された。彼を殺害したのはエルンスト・アウグストの宮廷にいた4人とされ、そのうち1人（ドン・ニッコロ・モンタルバーノ）は15万ターラーもの大金を与えられた。その後、ケーニヒスマルク伯の遺体がバラバラにされ、ハノーファーの宮殿の床下に埋められたとするうわさが流れた。しかし、ゾフィーを含むハノーファー自体での文献はケーニヒスマルクの行方について全く知らなかったとした。
ジョージとゾフィー・ドロテアの結婚は解消されたが、その理由は不倫ではなく、ゾフィー・ドロテアがジョージを捨てたことであった。父エルンスト・アウグストの同意を得たジョージはゾフィー・ドロテアをツェレのアールデン城に幽閉、彼女は1726年に死去するまで解放されなかった。彼女は父や子供との面会を許されず、再婚も禁止され、他人の同伴なしに歩けるのは城の中庭だけであった。しかし、彼女は年金や使用人を与えられ、監視のもと馬車に乗って城外へ出かけることも許された。エーレンガルト・メルジーネ・フォン・デア・シューレンブルクは1698年から死去するまでジョージの公妾であり続け、1692年、1693年、1701年にそれぞれ娘を出産した。

### ハノーファー選帝侯

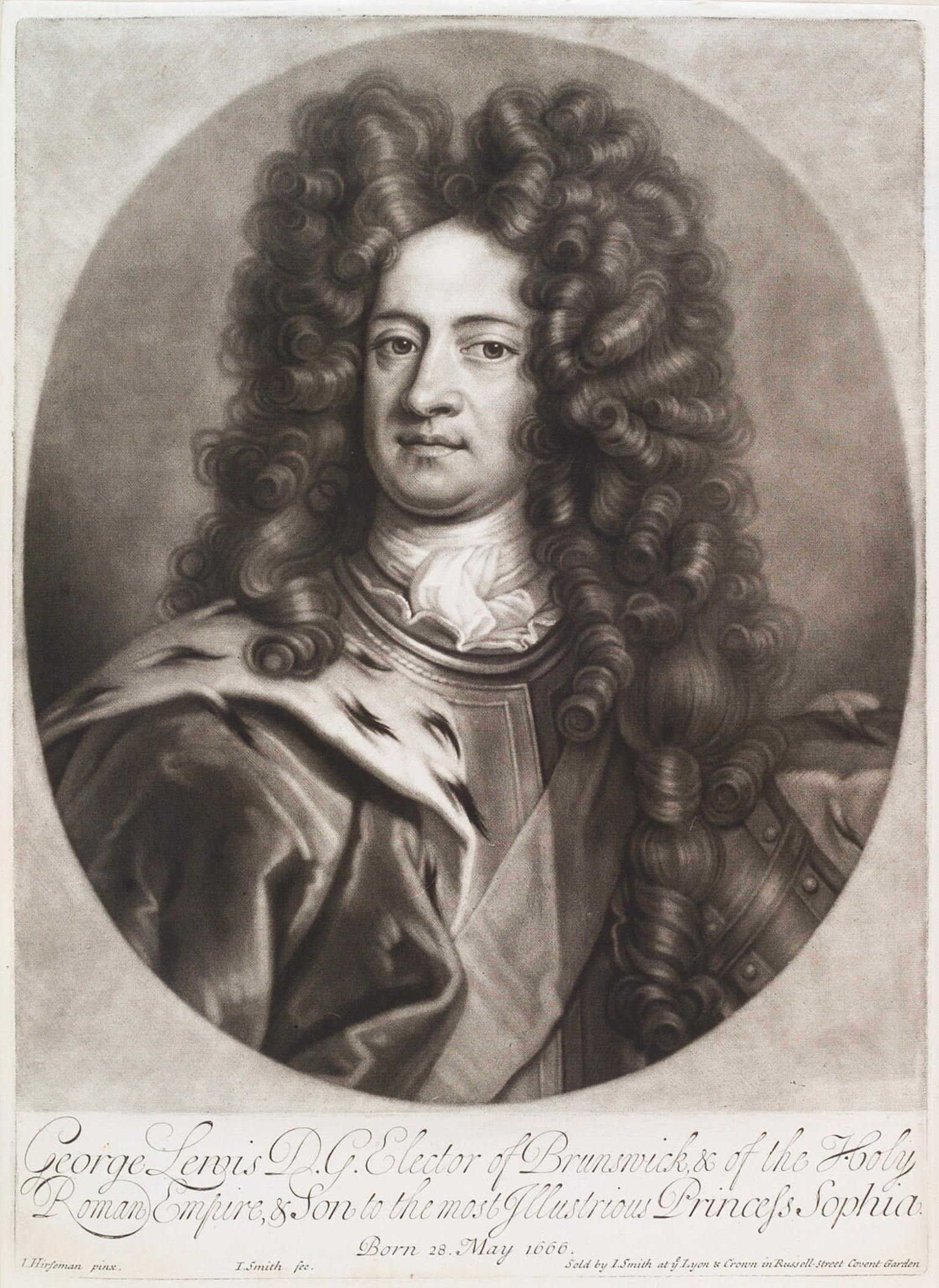
1706年、ハノーファー選帝侯だった頃のジョージ。ヨハン・レオンハルト・ヒルシュマン作

エルンスト・アウグストは1698年1月23日に死去、遺領はオスナブリュック司教領を除いてジョージが継承した。これにより、ジョージは神聖ローマ帝国におけるブラウンシュヴァイク＝リューネブルク公（首都の名をとりハノーファーとも）、選帝侯および旗手長になった。彼の宮廷は哲学者、数学者のゴットフリート・ライプニッツ、作曲家のゲオルク・フリードリヒ・ヘンデル、アゴスティーノ・ステッファーニなどでにぎわった。
ジョージが父の公国を継承した直後、イングランドとスコットランドの王位継承順位2位のグロスター公ウィリアムが死去した。イングランドの1701年王位継承法により、ジョージの母ゾフィーは当時王位についていたウィリアム3世と義妹アンが継承者なく死去した場合、その継承者となることが定められていた。この決定の理由は、ゾフィーがプロテスタントのうちイギリス王家の最近親者にあたるためだった。近親者のうち継承順位がゾフィーより上にある56人のカトリック信者は排除された。彼らが王位を継承するために改宗するという望みは薄く、うち数人はすでに断っていた。
1701年8月、ジョージはガーター勲章を授与され、6週間後には元イングランド国王でカトリックとしては最近親だったジェームズ2世が死去した。翌年3月にウィリアム3世が死去、アンが即位した。ゾフィーは王位の推定相続人となった。彼女は当時71歳で、アン女王より35歳年上であったが健康体であり、彼女自身か息子による王位継承を保証するため精力的に働いた。しかし、イギリスの政治と憲法の複雑さを理解していたのはジョージのほうであり、彼は1705年のゾフィー帰化法でゾフィーとその継承者たちをイギリスに帰化させ、また権力の継承を摂政委員会を通じて行うことも定めた。同年、ジョージの伯父で唯一存命だったゲオルク・ヴィルヘルムが死去、ジョージはツェレを首都とするリューネブルク侯領とグルーベンハーゲン侯領を継承した。

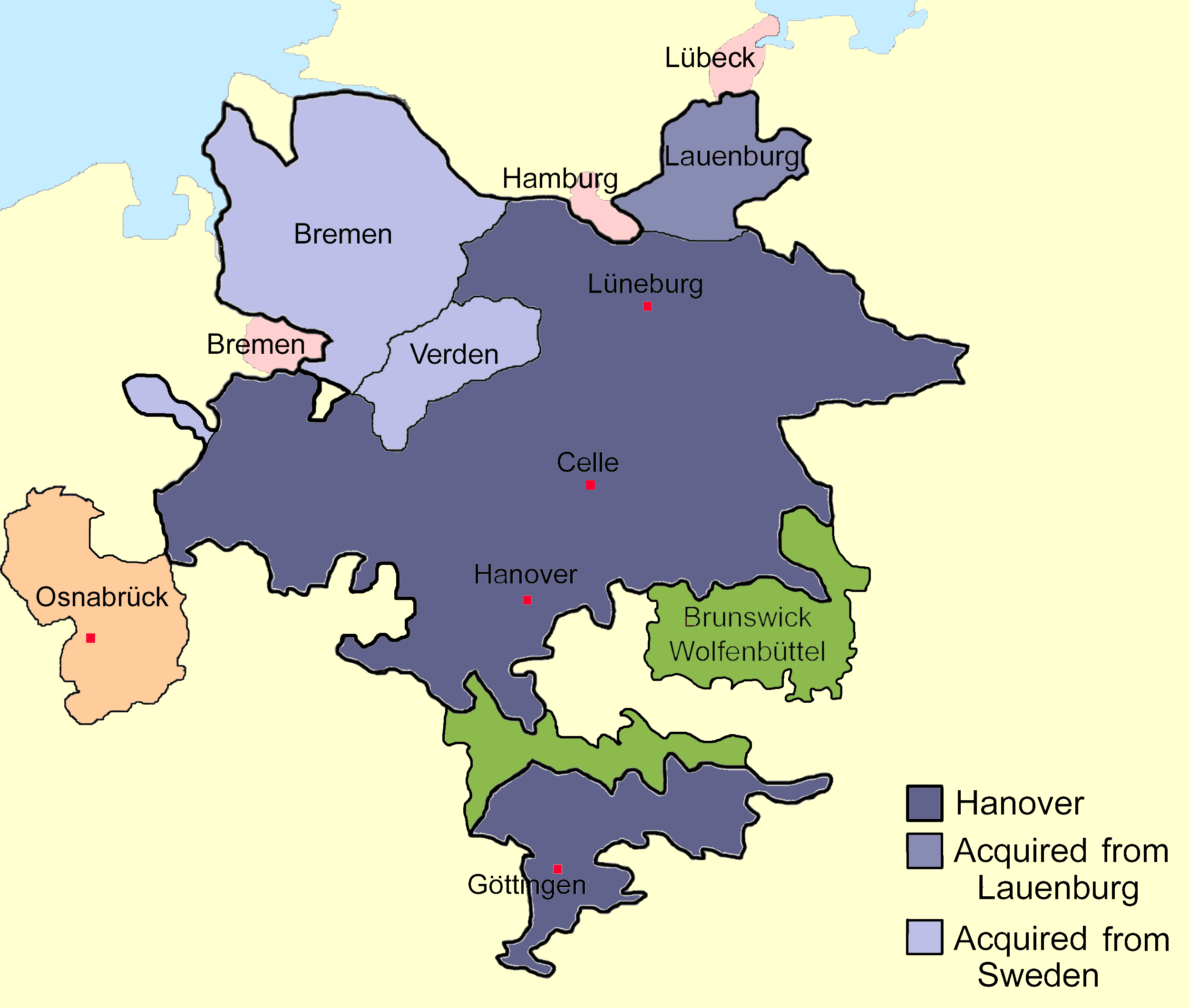
1720年頃のハノーファーの地図。ハノーファー、ブラウンシュヴァイク＝ヴォルフェンビュッテル、オスナブリュック司教領を示している。ジョージの治世中、ハノーファーはさらにザクセン＝ラウエンブルクとブレーメン＝フェルデンを獲得した。

ジョージがハノーファーを継承した直後、スペイン継承戦争が勃発した。戦争において問題となったのはフランス王ルイ14世の孫アンジュー公フィリップがスペイン王カルロス2世の遺言に従いスペイン王位を継承することだった。神聖ローマ帝国、ネーデルラント連邦共和国、イングランド、ハノーファー、そして多くのドイツ小国はフランスのブルボン家がスペインまでも支配すると、強力になりすぎることを恐れてフィリップによる継承に反対した。ジョージは戦争に乗じて親仏派のブラウンシュヴァイク＝ヴォルフェンビュッテル侯領に侵攻、途中で戦列の並びを自ら書いた。侵攻は僅少な損害で成功、これによりイングランドとオランダはハノーファーが前に行ったザクセン＝ラウエンブルク併合を承認した。
1706年、バイエルン選帝侯マクシミリアン2世エマヌエルはフランス側についた廉で選帝侯位をはく奪され、同年にジョージは帝国元帥に叙され、ライン川沿岸の帝国軍を指揮した。しかしジョージは同盟者のマールバラ公爵ジョン・チャーチルに騙されて陽動攻撃を行い、また皇帝ヨーゼフ1世がジョージの戦役に必要な軍資金を横領したため大きな成功を収めることはなかった。しかしドイツ諸侯はジョージの働きぶりを認め、1708年にジョージを選帝侯として正式に承認した。ジョージは陽動攻撃がフランス軍の目をそらすための作戦であると後に知ったためマールバラ公には根を持たなかった。
1709年、ジョージは元帥職を辞め、以降軍務から身を引いた。1710年、元はプファルツ選帝侯が有した官職であった帝国の大出納官に就任した。バイエルン選帝侯が不在だったため官職が再編されたのだった。後にマールバラ公が政争で司令官の地位が危うくなるとマールバラ公への信任を表明した手紙をマールバラ公に送っている。またマールバラ公が失脚し、トーリー党が強引に和睦を図りイギリス軍を引き上げさせたことに反発、終戦までオイゲンの下で戦い抜いた。1711年にヨーゼフ1世が死去したことで勢力均衡が逆方向に崩される可能性が出て、1713年のユトレヒト条約締結と終戦につながった。フィリップはフェリペ5世としてスペイン王に即位したが、フランスの王位継承権は放棄、マクシミリアン2世エマヌエルはバイエルン選帝侯に復帰した。

### グレートブリテンの王位継承

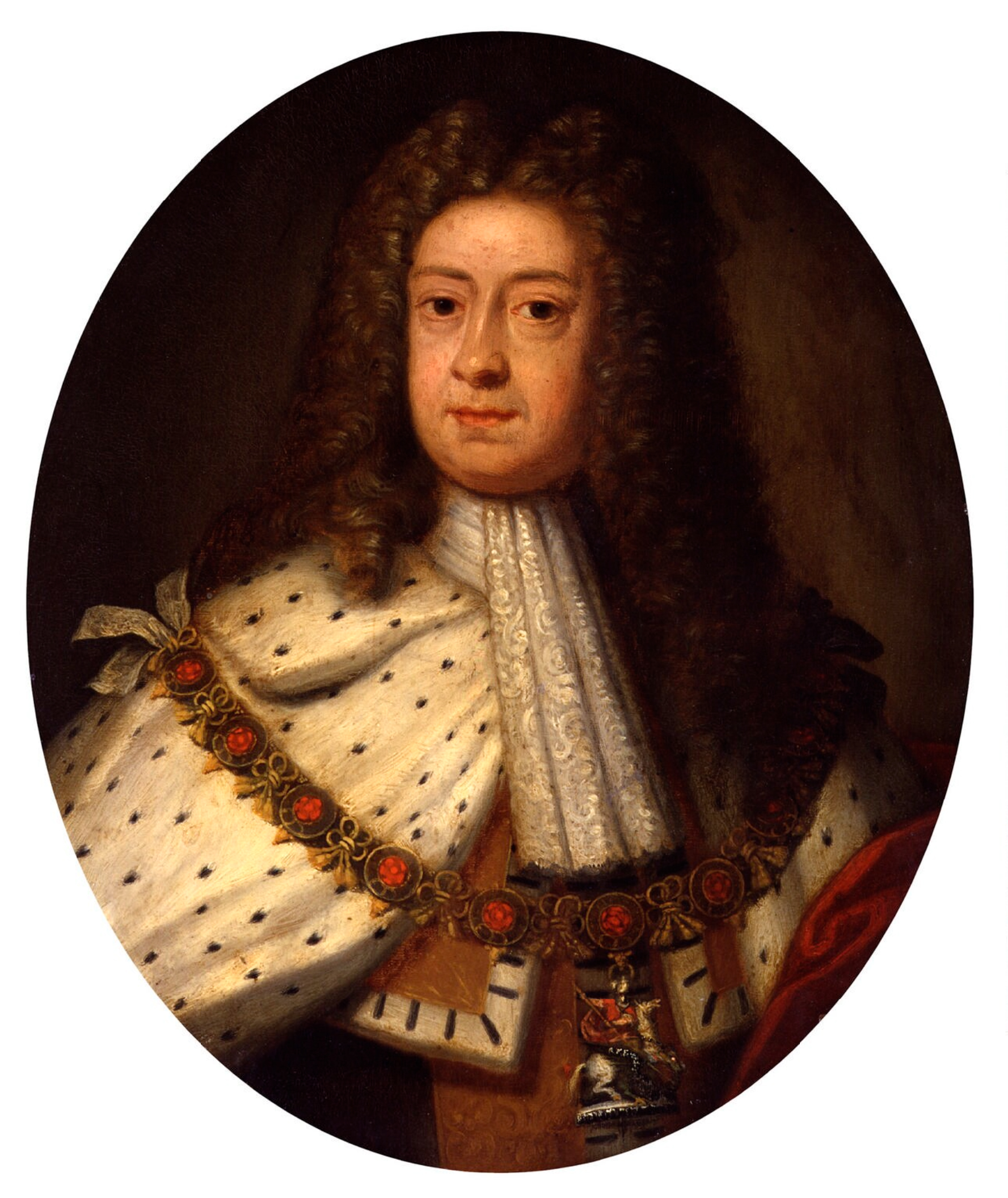
ジョージ1世の肖像画、ゴドフリー・ネラー作、1714年頃

イングランドもスコットランドもアンを女王として承認したが、ハノーファー選帝侯妃ゾフィーを推定相続人として承認したのはイングランド議会だけであり、スコットランド議会はスコットランド王位の継承権問題を正式には解決していなかった。1703年、スコットランド議会は、イングランドがスコットランド商人にイングランドとその植民地における自由貿易を許可しない限り、アン女王のスコットランド王位継承者にイングランド王位継承者と同じ人物を選ばないことを決議した。アン女王ははじめ裁可を与えなかったが、翌年には折れて裁可を与え、法案は1704年安全保障法として成立した。これに対し、イングランド議会はスコットランド議会がハノーファー家によるスコットランド王位継承を承認しない場合、イングランドとスコットランドの貿易を制限し、スコットランド経済に打撃を与えることを決議した。やがて両議会は1707年に合同法でイングランドとスコットランドを1つの政治実体に合併し、グレートブリテン王国を成立させるとともに、1701年王位継承法に基づく王位継承に合意した。この合併により、18世紀のヨーロッパにおける最大の自由貿易圏が成立した。
ホイッグ党の政治家は議会が王位継承を決定する権利を持ち、それをアン女王の最近親のプロテスタントに与えることができたと考えた。一方多くのトーリー党政治家はステュアート家のカトリックがより近親だったためその継承権を認めるべきと考えた。1710年、ジョージは王位継承権がステュアート家から剥奪されたが彼が王位継承権を保持したとして、イギリスの王位を継承することを宣言した。「この宣言の目的はホイッグの議会が王国を彼に与えたとする主張を潰す[とともに][...]トーリーには王位の簒奪者ではなかったと納得させた」。
ジョージの母ゾフィーは1714年5月28日（ユリウス暦。グレゴリオ暦では6月8日）に83歳で死去した。彼女は雨避けのために走った後ヘレンハウゼン庭園で倒れた。アン女王の健康も悪化していたためイギリスの政治家は権力を奪い合い、アンの推定相続人になったジョージはすぐさま摂政委員会の委員を再編した。アン女王は卒中をおこして話すことができなくなり、1714年8月1日に死去した。摂政のリストが公表され、摂政たちは宣誓し、ジョージはジョージ1世としてグレートブリテン王およびアイルランド王として即位した。しかし、逆風のためにデン・ハーグで海峡通過を待たざるを得ず、9月18日にようやくイギリス入りした。ジョージは10月20日にウェストミンスター寺院で戴冠した。イングランドでは20か所以上の町で戴冠式暴動と呼ばれた暴動がおこった。
ジョージ1世は1714年以降、主にグレートブリテン島に住んだが、ハノーファーへは1716年、1719年、1720年、1723年、1725年、1727年と数年ごとに帰国、合計ではイギリスでの治世の約5分の1をドイツで過ごした。王位継承法には議会の許可なくイギリスを出国することを禁じる条項があったが、1716年にハノーファー朝支持ムードのなかで全会一致で廃止された。1回目の帰国を除いて、ジョージ1世の不在時に、権力はプリンス・オブ・ウェールズのジョージ・オーガスタスではなく摂政委員会に委ねられた。

### 戦争と反乱

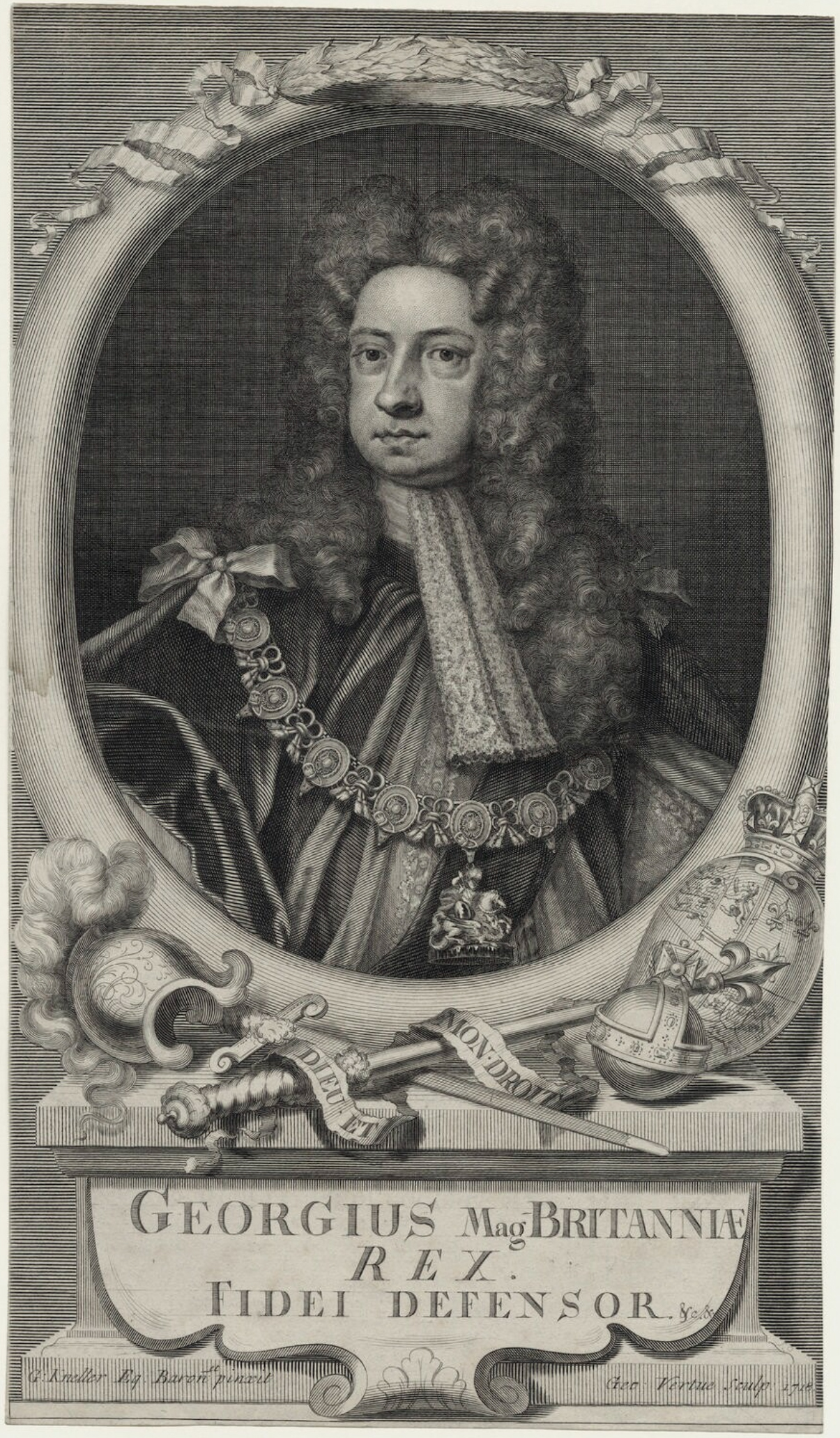
ジョージ1世の肖像画、ジョージ・ヴァーチュー作、1718年

ジョージ1世の王位継承から1年経たずに行われた1715年イギリス総選挙はホイッグの大勝に終わった。敗れたトーリーでは数人が、アン女王の腹違いの弟でカトリックのジェームズ・フランシス・エドワード・ステュアート（支持者からは「ジェームズ3世および8世」、反対者からは「僭称者」とよばれた）を王位につけようとしたジャコバイトに共感した。不平を感じたトーリーのなかには1715年ジャコバイト蜂起に加担した者もいた。スコットランドの不平貴族で元国務大臣のマー伯が率いるジェームズの支持者たちは、ジャコバイトへの共感がより強いスコットランドで反乱を起こした。しかし、後に「ザ・フィフティーン」（「15年の乱」）と呼ばれたこの反乱は大失敗に終わった。マー伯の計画は拙劣なものであり、ジェームズは到着が遅かった上に資金も武器も足らず、年末には失敗が明らかになった。1716年2月、ジェームズとマー伯はフランスへ逃亡した。反乱が鎮圧された後、いくらかの処刑や所領没収はあったものの、ジョージ1世が寛容を示して政府との仲介を行い、没収した財産をスコットランドの学校や国債の償還に使った。
ジョージ1世がトーリーに不信感を持ったため権力はホイッグに移った。ジョージ1世の下で、ホイッグの支配が強力になり、以降半世紀もの間トーリーが与党に返り咲くことはなかった。選挙の後、ホイッグが支配した議会で七年議会法が成立、議会の会期を（国王による解散を除き）7年に延長した。そのため既に政権を握っていたホイッグは、与党の座をさらに長期間保持することができた。
グレートブリテン王に即位した後、既に悪かったジョージ1世と息子ジョージ・オーガスタスの関係はさらに悪化した。プリンス・オブ・ウェールズであったジョージ・オーガスタスはイギリスにおける宗教寛容政策とハノーファーによるスウェーデンのドイツ領地の併合といった父の政策への反対を煽った。1717年、ジョージ・オーガスタスに子が生まれたことで、ジョージ1世とジョージ・オーガスタスの間で内紛がおこった。ジョージ1世は慣例に従い宮内長官の初代ニューカッスル公爵を洗礼式での名親に指名したが、ニューカッスル公爵を毛嫌いしたジョージ・オーガスタスは言葉でニューカッスル公を侮辱した。これをニューカッスル公は勘違いして決闘の申し込みと考えたため、ジョージ1世は激怒した。ジョージ1世の命令によりジョージ・オーガスタスはセント・ジェームズ宮殿を追放された。ジョージの新しい住居であるレスター・ハウスはジョージ1世の野党のたまり場となった。ジョージ・オーガスタスの妻キャロライン・オブ・アーンズバックは夫とともにセント・ジェームズ宮殿を離れたが、ジョージ1世に引き取られた子供たちとの面会を切望し、結局ジョージ1世とジョージ・オーガスタスは後にロバート・ウォルポールとキャロラインの働きかけで和解した。しかし、この洗礼式での事件の後、ジョージ1世とジョージ・オーガスタスが親身になることはなかった。
ジョージ1世は治世の初期にはイギリスの外交政策に取り組んだ。1717年にはフランス、オランダとともに反スペイン同盟である三国同盟を締結、1718年に神聖ローマ帝国が加入したことで四国同盟が結成された。直後の四国同盟戦争はスペイン継承戦争と同じ理由で勃発した。1713年のユトレヒト条約はフランス王ルイ14世の孫フィリップをスペイン王フェリペ5世として承認した代わりにフランスの王位継承権を放棄させたが、ルイ14世が1715年に死去するとフェリペ5世は条約を破棄しようとした。
スペインは1719年にジャコバイトによるスコットランド侵攻を支援したが、嵐によりスコットランドに上陸できたスペイン軍は約300人程度であった。4月にはスコットランド西海岸のアイリーン・ドナン城で基地が建設されたが、1か月後にイギリス艦隊に破壊された。ジャコバイトはスコットランドの氏族から募兵しようとしたが兵士約1千人しか集められず、装備も貧弱だったためグレン・シールの戦いでイギリス砲兵に易々と撃破された。氏族たちはハイランド地方に追い散らされ、スペイン軍は降伏した。そのため、この侵攻はジョージ1世の政府にとって脅威になることはなかった。フランスが敵側に回ったことでフェリペ5世の軍に勝ち目はなく、結局スペインとフランスの王位は分離されたままとなった。同時期にはスウェーデンとロシアのバルト海における覇権争いにより勃発した大北方戦争がハノーファーに有利な形で決着し、スウェーデン領ブレーメン＝フェルデンは1719年にハノーファーに割譲され、その代わりハノーファーは割譲に対する賠償金を支払った。

### 内閣

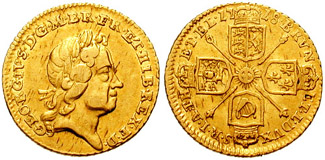
ジョージ1世のギニー金貨、1718年銘

ハノーファーにおいて、ジョージ1世は絶対君主だった。50ターラー（約12から13ポンド相当）以上の支出、士官の全ての任命、全ての閣僚、ひいては写字生より上級の全ての官僚の任命はジョージ1世の支配下にあった。一方、イギリスにおいて、彼は議会を通じて統治しなければならなかった。
1715年にホイッグが権力の座を得たとき、主な閣僚はロバート・ウォルポール、タウンゼンド子爵（ウォルポールの義弟）、ジェームズ・スタンホープ、サンダーランド伯爵といった人物だった。また大陸から帰国したマールバラ公には名誉職を与えている。しかし、1717年にタウンゼンド子爵が罷免され、ウォルポールが他の閣僚との意見不一致で辞任した。その結果、スタンホープは外交を、サンダーランド伯が内政を、それぞれ司ることになった。
スタンホープとサンダーランドの政権は1719年に揺らぎ始めた。彼らは貴族法案を提出して新しい貴族の創家を制限することで貴族院の人数を制限しようとした。法案が成立すると、反対派の貴族叙任は封じられ、政権の将来に安定を期待できるが、ウォルポールは「政治家人生で最も素晴らしい」とされる演説で法案に反対し、法案は最終的には廃案となった。翌年、ウォルポールとタウンゼンドは再び閣僚に任命され、名目的には統一したホイッグ政府が成立した。
金融投機と国債は、より大きな問題となっていた。国債の一部は所有者の同意がなければ償還できず、利率が高い時期に発行されたものだった。そのため、国債が償還されることは少なく、イギリスの財政を長期的に圧迫した。1719年、南海会社はイギリスの国債の5分の3にあたる3,100万ポンド分を会社の株と交換で引き受けることを提案した。南海会社はサンダーランド伯、ジョージ1世の愛妾エーレンガルト・メルジーネ・フォン・デア・シューレンブルク、スタンホープ伯（スタンホープは1717年に子爵に叙され、1718年に伯爵に昇爵した）のいとこで大蔵部書記官だったチャールズ・スタンホープを買収して計画を推進した。利子が高く、償還されることのない国債の所有者を低利子で売買の容易な株式との交換に同意させる仕組みは、交換が一見財政的に得するように見えたことにあった。南海会社の株価はうなぎ登りとなり、1720年1月1日には128ポンドだった株価は5月に交換計画が開始したときには500ポンドになり、さらに5月末には890ポンドに、6月24日には最高値の1,050ポンドに達した。会社の成功により他の会社にも投機を目的とした資金が流入、そのうち一部の会社は疑わしいものだった。6月、政府はこのような会社の投機を止めようとして、南海会社の支持のもと泡沫会社規制法を制定したが、株価の上昇が止まってしまった後、8月には無秩序な売りがはじまり、9月末には株価が150ポンドまで暴落した。貴族を含む多くの人々は大損を出し、その一部は完全に破滅した。ジョージ1世は6月以降ハノーファーに滞在していたが、内閣の要請により早めに帰国、11月にはロンドンに着いた。
南海泡沫事件として知られるこの経済危機により、ジョージとその閣僚たちは著しい不人気となった。1721年、スタンホープ伯は無実にもかかわらず貴族院での弁論からの心労で倒れて病死、サンダーランド伯も公職を辞任した。
サンダーランド伯はその後も個人的にジョージ1世への影響力を保持したが、1722年に急死したことでロバート・ウォルポールの台頭を許した。ウォルポールは実質的には首相の立場にあったと言えるが、当時は首相という役職が公式には存在せず、彼が任命された官職は第一大蔵卿および財務大臣である。彼は南海泡沫事件の善後策として債務整理やいくらかの賠償を行って財政を安定化した。ウォルポールが議会戦術を駆使したことで、南海会社が不当な行為を行ったと明示することは避けられた。ジョージ1世が賄賂として無料で株式を受け取ったとする主張には証拠がなく、実際王立文書局には株式購入の伝票が残っており、その伝票はジョージ1世が株価暴落で損害を被ったことを示している。

### 晩年

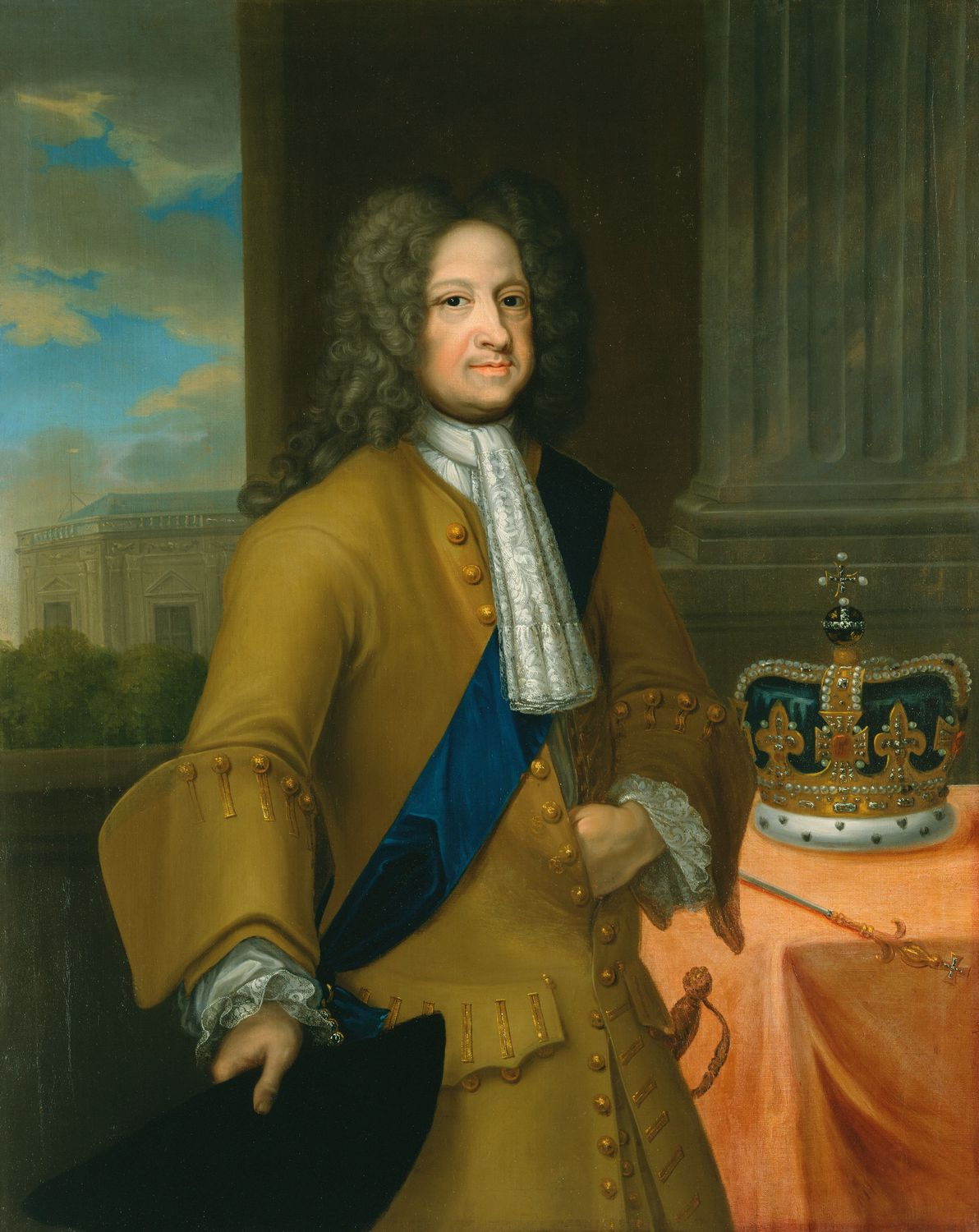
1720年代のジョージ1世の肖像画、ゲオルク・ヴィルヘルム・ラフォンテーヌ（Georg Wilhelm Lafontaine）作

1725年、ジョージ1世はウォルポールの要請を受けてバス勲章を復活させた。これにより、ウォルポールはバス勲章を利用して支持者への報奨、または支持者を得ることができた。ウォルポールの権力が大きく増し、自らが選んだ閣僚を任命することができた。先代のアン女王と違い、ジョージ1世は内閣の会議にめったに臨席しなかった。彼の通信はほとんどが私的なものであり、彼が影響力を発揮したのは主にイギリスの外交政策であった。タウンゼンド子爵の助けもあり、彼はオーストリアとスペインの間のウィーン条約への対策、およびイギリスの貿易の保護を目的としたハノーファー条約のグレートブリテン、フランス、プロイセンによる批准にこぎつけることができた。
ジョージ1世はだんだんとウォルポールに頼ったが、自らの叡慮（意思）で閣僚を任免することができた。ジョージ1世の治世末期にウォルポールはジョージ1世に罷免されることを恐れたが、ジョージ1世は王位についてから6度目となるハノーファー行幸の途中で崩御した。彼は1727年6月9日（ユリウス暦）にデルデンとノルトホルンの間の道中で卒中を起こし、馬車でオスナブリュックにある司教の宮殿に連れていかれたが、11日（ユリウス暦）朝に死去した。ジョージ1世の息子ジョージ・オーガスタスは父王の崩御をウォルポールから知らされた時、「それは悪い冗談だ」と言って信じようとしなかったという。ジョージ1世はライネ城に埋葬されたが、第二次世界大戦の後にヘレンハウゼン宮殿に改葬された。
ジョージ1世の息子ジョージ・オーガスタスはジョージ2世として即位した。ウォルポール自身を含め、ジョージ2世がウォルポールの罷免を計画していたと広く考えられたが、王妃キャロライン・オブ・アーンズバックにより罷免は阻止された。ウォルポールが議会で安定多数を確保したこともあり、ジョージ2世はウォルポールの留任か政情不安を選ぶしかなかった。その後、首相の権力はだんだんと増していき、国王の権力は反比例して弱くなっていった。

## 崩御後

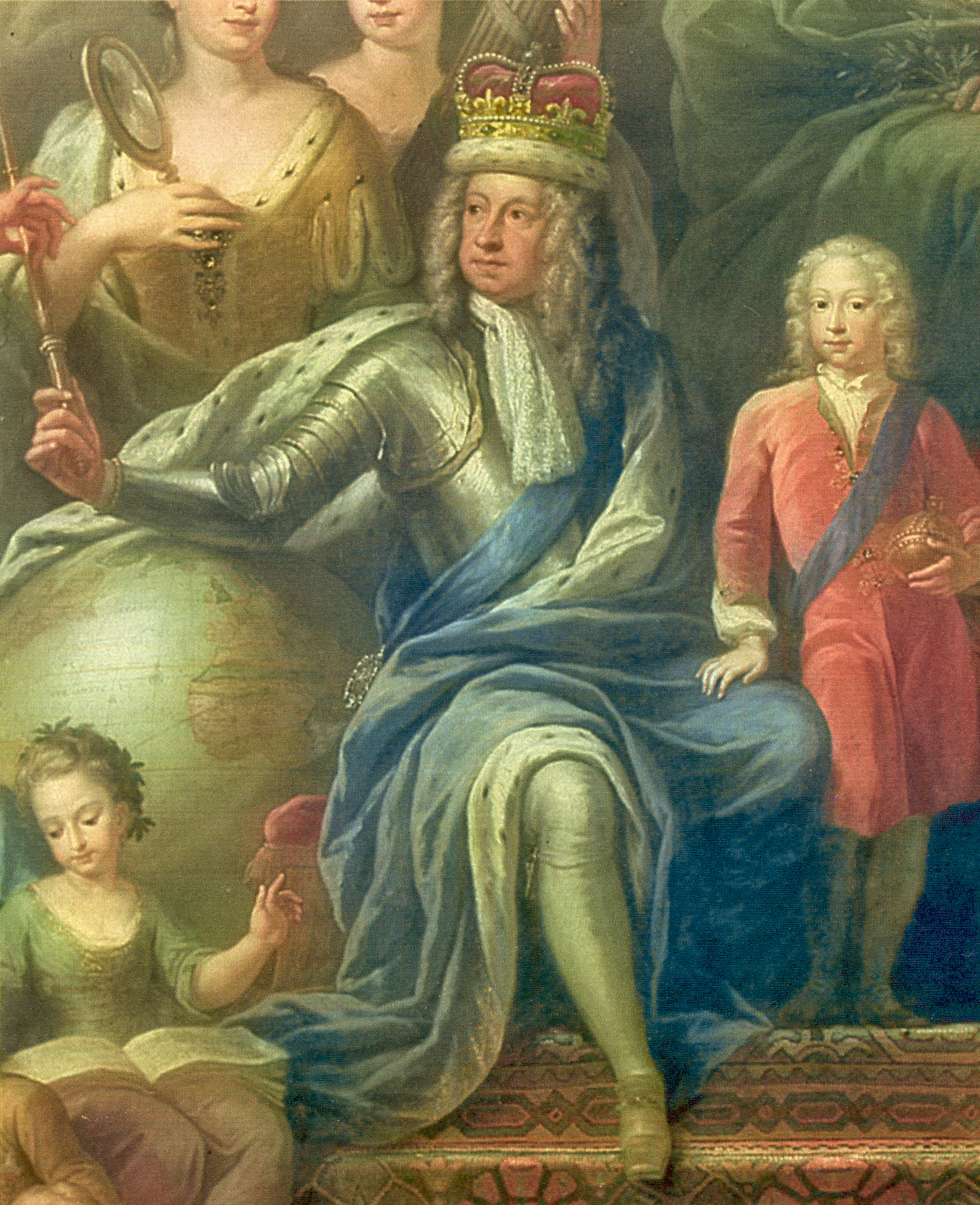
家族に囲まれたジョージ1世、ジェームズ・ソーンヒル作

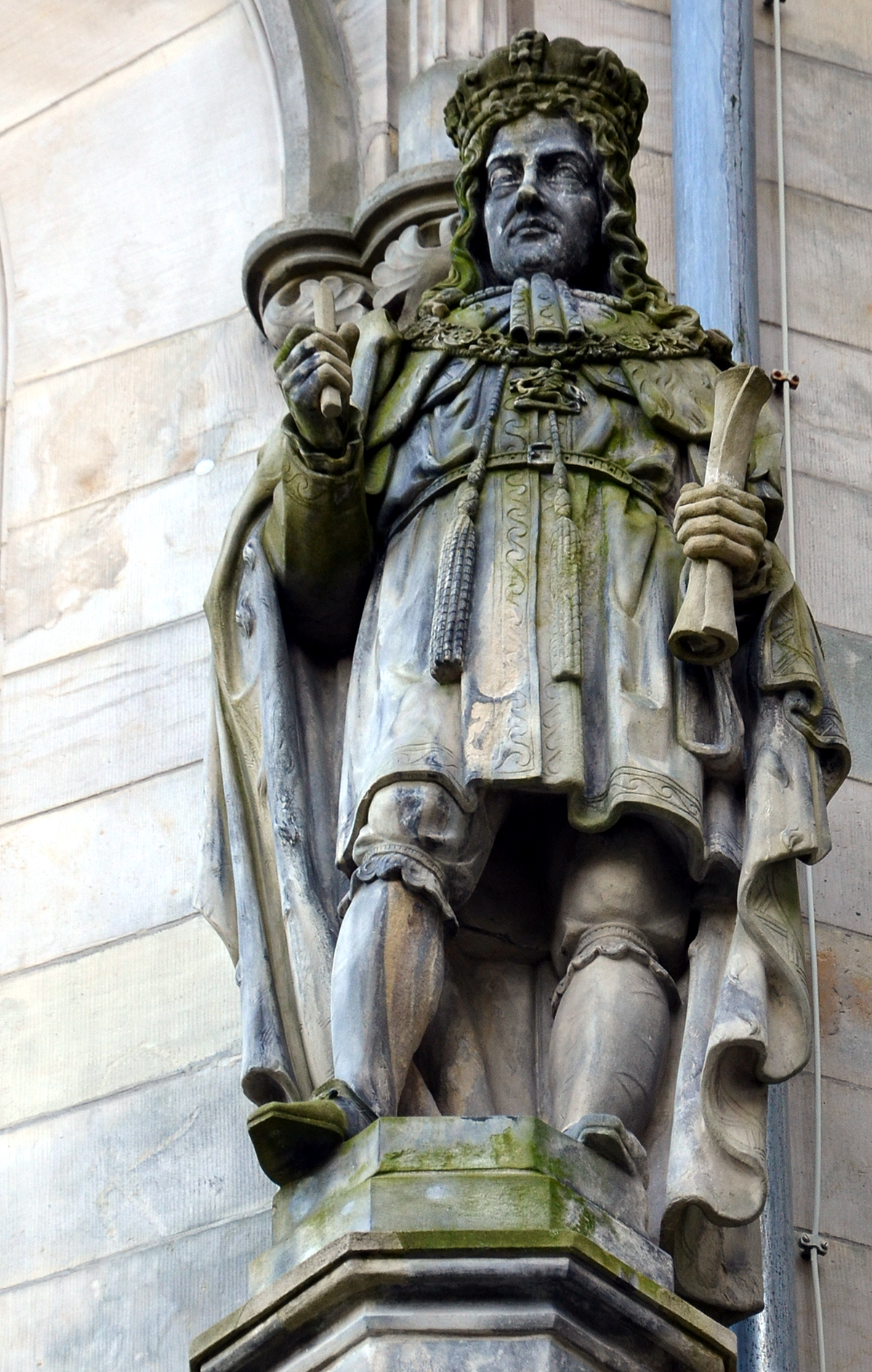
ジョージ1世の像、ハノーファー、カール・ランゲニアー（Carl Rangenier）作

ジョージ1世はイギリスでの臣下に嘲笑された。メアリー・ウォートリー・モンタギューなど同時代の人はジョージ1世が公衆の場で無表情だったため彼が無知性であると考えた。英語を話せないとされたためイギリスでは不人気だったが、治世の後半の文書では彼が英語を理解し、読み書きと話すこともできることを示している。彼はドイツ語とフランス語を流暢に話し、ラテン語もよく、イタリア語とオランダ語は少し話せた。彼の妻ゾフィー・ドロテアへの仕打ちは一種のスキャンダルとして扱われた。
イギリス人は彼をドイツ人すぎると見なした。歴史家のラグンヒルド・ハットンによると、イギリス人はジョージ1世がドイツ人の愛人を多数抱えていたと勘違いした。しかし、大陸ヨーロッパでは進歩的で啓蒙思想を支持した統治者としてみなされた。彼は自身に批判的な文書を厳しい検閲に晒せずに出版を許可し、哲学者のヴォルテールが1726年にパリから追放されたときには彼を保護した。イギリスの文献と大陸ヨーロッパの文献では、両方ともジョージ1世が控えめで穏やかな人柄で、財政では慎重であることを示している。ジョージ1世は社交イベントにおいて注目の的となることを嫌い、オペラ鑑賞のときは王家専用のます席を避け、たびたび匿名で友人の家を訪れてカード遊びをした。いくらかの不人気にかかわらず、プロテスタントであるジョージ1世はその臣下からはカトリックの僭称者ジェームズ・フランシス・エドワード・ステュアートより良いと考えられた。ウィリアム・メイクピース・サッカレーはこの相反する感情を下記のように記述した：
彼の心はハノーファーにあった。[...]彼が私たちのところに来るときには50歳以上になっていた：私たちが彼を招いたのは私たちが彼を欲し、彼が私たちの事の成り行きに適っていた。私たちは彼のドイツ風の不器用なやり方をあざ笑った。彼は私たちの忠誠の価値を全てとった。彼は取れる金は全て取った。私たちを教皇から遠ざかることを保証した。[...]もし私がその日々にいたら、彼の側についたのだろう。彼はシニカルで利己的だったが、サン・ジェルマンより出ずる王よりは良かった。[大僭称者ジェームズ]はフランス王の命令をポケットに入れ、その随行者にはイエズス会士が大勢いた。
19世紀の作家、とりわけサッカレー、サー・ウォルター・スコット、マオン子爵などは例えば第2代ハーヴィー男爵の回想録などの偏った一次史料に頼らなければならず、ジャコバイトにはロマンチック、ひいては同情的なまなざしを向けた。彼らはギルバート・ケイス・チェスタートンといった20世紀初期のイギリス作家に影響を与え、ジョージ1世の治世に対する批評にさらなる反ドイツ・反プロテスタント的な考えを加えた。しかし、第二次世界大戦が終結すると、大陸ヨーロッパの公文書館は20世紀後期の歴史家に開放され、民族主義的な反独感情が退潮した。ジョージ1世の一生とその治世はビーティー、ハットンといった学者に再び探索され、彼の性格、能力などに対する批評はより寛大なものとなっていた。歴史家のジョン・ハロルド・プラムは以下のように記述した：
一部の歴史家は国王[ジョージ1世]のイギリスの事務に対する無関心を誇張し、彼の英語に対する無視の重要性を過大評価した。彼はフランス語で閣僚との対話を難なくこなすことができ、彼が全ての事務に興味を持ったことは外交政策と宮廷を深く影響した。
しかし、ジョージ1世の性格はわかりにくいままであった。彼は娘への手紙では優しく親切だったが、公の場では愚鈍で不器用だった。彼の母は「彼を冷淡でまじめすぎると考えた人々に彼は陽気に振舞うことができ、彼は事を心から真摯に感覚し、表面よりも敏感であることを説明した」というが、それが最も的確かもしれない。彼の本当の性格がどうであれ、彼は不安定な王位を継承した。それが政治に対する知識と悪知恵によるか、偶然と無関心によるかにかかわらず、彼は王位をハノーヴァ―朝と議会の手中に収めた。

## 称号と紋章
- 1660年5月28日 - 1679年12月18日：ゲオルク・ルートヴィヒ・フォン・ブラウンシュヴァイク＝リューネブルク公爵殿下
- 1679年12月18日 - 1692年10月：ブラウンシュヴァイク＝リューネブルク公子殿下
- 1692年10月 - 1698年1月23日：ハノーファー選帝侯子殿下
- 1698年1月23日 - 1714年8月1日：ゲオルク・ルートヴィヒ殿下、神聖ローマ帝国の大出納官及び選帝侯、ブラウンシュヴァイク＝リューネブルクの公
- 1714年8月1日 - 1727年6月11日：国王陛下

ジョージ1世はイギリスにおいて「ジョージ、神の恩寵により、グレートブリテン、フランス、アイルランドの王、信仰の擁護者など」の称号を使用した。一部、特に条約では「など」の前に「ブラウンシュヴァイク＝リューネブルクの公、神聖ローマ帝国の大出納官および選帝侯」が追加された。
ジョージ1世の王としての紋章にはイングランド（クォーターI）、スコットランド（クォーターI、イングランドの紋章とのインペイルメント）、フランス（クォーターII）、アイルランド（クォーターIII）、ハノーファー（クォーターIV）、ブラウンシュヴァイク（クォーターIV）、リューネブルク（クォーターIV）、ヴェストファーレン（クォーターIV）、神聖ローマ帝国の大出納官（クォーターIV）の紋章が含まれた。
| ハノーファー選帝侯の相続人ゲオルク1世ルートヴィヒとしての紋章、1689年 - 1708年 | ハノーファー選帝侯ゲオルク1世ルートヴィヒとしての紋章、1708年 - 1714年 | グレートブリテン王ジョージ1世としての紋章、1714年 - 1727年 |

## 子女
妻ゾフィー・ドロテア・フォン・ツェレとの間で2人の子女をもうけている。
- ジョージ2世（1683年11月9日 - 1760年10月25日） - 1705年、キャロライン・オブ・アーンズバックと結婚。1727年、グレートブリテン王に即位。
- ゾフィー・ドロテア（1687年3月26日 - 1757年6月28日） - 1706年、ブランデンブルク辺境伯フリードリヒ・ヴィルヘルム（後にプロイセン王フリードリヒ・ヴィルヘルム1世）と結婚。

愛妾エーレンガルト・メルジーネ・フォン・デア・シューレンブルクとの間で3人の娘をもうけている。
- アンナ・ルイーゼ・ゾフィー・フォン・デア・シューレンブルク（1692年1月 - 1773年） - 1707年、エルンスト・アウグスト・フィリップ・フォン・デム・ブッシェ＝イッペンブルクと結婚、1714年以前に結婚を解消[95]。1722年、神聖ローマ帝国カール6世によりデーリッツ女伯に叙される[96]。
- ペトロニナ・メルジーネ・フォン・デア・シューレンブルク（1693年 - 1778年） - 一代貴族ワルシンガム女伯爵に叙される。1733年、第4代チェスターフィールド伯爵と結婚[97]。
- マルガレーテ・ゲルトルート・フォン・エインハウゼン（1701年 - 1726年） - 1722年、シャウムブルク＝リッペ伯アルブレヒト・ヴォルフガング（英語版）と結婚[96]。

## 家系
| ハノーファー選帝侯 ( 1698 - 1727 ) リューネブルク侯 ( 1705 - 1727 ) グレートブリテン王 ( 1714 - 1727 ) |                                                                  |                                                                                                  |
| ジョージ1世（ゲオルク・ルートヴィヒ）（1660 - 1727）の家柄 |                                                                  |                                                                                                  |
| (父)オスナブリュック司教(1661-1698) カレンベルク侯(1679-1698) ハノーファー選帝侯(1692-1698)エルンスト・アウグスト (1629 - 1698) （ブラウンシュヴァイク＝リューネブルク家） | （祖父）カレンベルク侯(1635-1641) ゲオルク(1582 - 1641)          | リューネブルク侯(1559-1592) ヴィルヘルム(1535 - 1592)                                            |
| (父)オスナブリュック司教(1661-1698) カレンベルク侯(1679-1698) ハノーファー選帝侯(1692-1698)エルンスト・アウグスト (1629 - 1698) （ブラウンシュヴァイク＝リューネブルク家） | （祖父）カレンベルク侯(1635-1641) ゲオルク(1582 - 1641)          | デンマーク＝ノルウェー王女 ドロテア(1546 - 1617)                                                 |
| (父)オスナブリュック司教(1661-1698) カレンベルク侯(1679-1698) ハノーファー選帝侯(1692-1698)エルンスト・アウグスト (1629 - 1698) （ブラウンシュヴァイク＝リューネブルク家） | （祖母） アンナ・エレオノーレ(1601 - 1659)                       | ヘッセン＝ダルムシュタット方伯(1596-1626) ルートヴィヒ5世(1577 - 1626)                           |
| (父)オスナブリュック司教(1661-1698) カレンベルク侯(1679-1698) ハノーファー選帝侯(1692-1698)エルンスト・アウグスト (1629 - 1698) （ブラウンシュヴァイク＝リューネブルク家） | （祖母） アンナ・エレオノーレ(1601 - 1659)                       | ブランデンブルク選帝侯の娘 マグダレーナ(1582 - 1616)                                             |
| (母)ゾフィー (1630 - 1714) | （祖父）プファルツ選帝侯(1610-1623) フリードリヒ5世(1596 - 1632) | プファルツ選帝侯(1583-1610) フリードリヒ4世(1574 - 1610)                                         |
| (母)ゾフィー (1630 - 1714) | （祖父）プファルツ選帝侯(1610-1623) フリードリヒ5世(1596 - 1632) | オラニエ公女 ルイーゼ・ユリアナ(1576 - 1644)                                                     |
| (母)ゾフィー (1630 - 1714) | （祖母）イングランド王国王女 エリザベス(1596 - 1662)             | スコットランド王(1567-1625) イングランド王・アイルランド王(1603-1625) ジェームズ1世(1566 - 1625) |
| (母)ゾフィー (1630 - 1714) | （祖母）イングランド王国王女 エリザベス(1596 - 1662)             | デンマーク＝ノルウェー王女 アン(1574 - 1619)                                                     |
| （兄弟姉妹） 弟：フリードリヒ・アウグスト(1661-1690) 弟：マクシミリアン・ヴィルヘルム(1666-1726)（神聖ローマ帝国元帥） 弟：カール・フィリップ(1669-1690)、クリスティアン・ハインリヒ(1671-1703) 弟：エルンスト・アウグスト(1674-1728)（ヨークおよびオールバニ公） 妹：ゾフィー・シャルロッテ(1668-1705)（プロイセン王妃） |                                                                  |                                                                                                  |
| （その他の主な血縁者） 伯母：ゾフィー・アマーリエ（デンマーク＝ノルウェー王妃） |                                                                  |                                                                                                  |

1. ↑  スコットランド王としてはジェームズ6世

### Familytree形式
|                                      |                                      |                                      |                                      |                                      |                                      |  |  |                                |                                | ジェームズ6世及び1世           | ジェームズ6世及び1世           | ジェームズ6世及び1世           | ジェームズ6世及び1世           | ジェームズ6世及び1世 | ジェームズ6世及び1世 |                                |                                | アン・オブ・デンマーク         | アン・オブ・デンマーク         | アン・オブ・デンマーク         | アン・オブ・デンマーク         | アン・オブ・デンマーク   | アン・オブ・デンマーク   |                                                  |                                                  |                                                  |                                                  |                                                  |                                                  |                                    |                                    |                                    |                                    |                          |                          |                          |                          |                                                 |                                                 |                                                 |                                                 |                                                 |                                                 |  |  |                                                                  |                                                                  |                                                                  |                                                                  |                                                                  |                                                                  |  |  |
|                                      |                                      |                                      |                                      |                                      |                                      |  |  |                                |                                | ジェームズ6世及び1世           | ジェームズ6世及び1世           | ジェームズ6世及び1世           | ジェームズ6世及び1世           | ジェームズ6世及び1世 | ジェームズ6世及び1世 |                                |                                | アン・オブ・デンマーク         | アン・オブ・デンマーク         | アン・オブ・デンマーク         | アン・オブ・デンマーク         | アン・オブ・デンマーク   | アン・オブ・デンマーク   |                                                  |                                                  |                                                  |                                                  |                                                  |                                                  |                                    |                                    |                                    |                                    |                          |                          |                          |                          |                                                 |                                                 |                                                 |                                                 |                                                 |                                                 |  |  |                                                                  |                                                                  |                                                                  |                                                                  |                                                                  |                                                                  |  |  |
|                                      |                                      |                                      |                                      |                                      |                                      |  |  |                                |                                |                                |                                |                                |                                |                      |                      |                                |                                |                                |                                |                                |                                |                          |                          |                                                  |                                                  |                                                  |                                                  |                                                  |                                                  |                                    |                                    |                                    |                                    |                          |                          |                          |                          |                                                 |                                                 |                                                 |                                                 |                                                 |                                                 |  |  |                                                                  |                                                                  |                                                                  |                                                                  |                                                                  |                                                                  |  |  |
|                                      |                                      |                                      |                                      |                                      |                                      |  |  |                                |                                |                                |                                |                                |                                |                      |                      |                                |                                |                                |                                |                                |                                |                          |                          |                                                  |                                                  |                                                  |                                                  |                                                  |                                                  |                                    |                                    |                                    |                                    |                          |                          |                          |                          |                                                 |                                                 |                                                 |                                                 |                                                 |                                                 |  |  |                                                                  |                                                                  |                                                                  |                                                                  |                                                                  |                                                                  |  |  |
|                                      |                                      |                                      |                                      |                                      |                                      |  |  | チャールズ1世 (イングランド王) | チャールズ1世 (イングランド王) | チャールズ1世 (イングランド王) | チャールズ1世 (イングランド王) | チャールズ1世 (イングランド王) | チャールズ1世 (イングランド王) |                      |                      |                                |                                |                                |                                | エリザベス・ステュアート       | エリザベス・ステュアート       | エリザベス・ステュアート | エリザベス・ステュアート | エリザベス・ステュアート                         | エリザベス・ステュアート                         |                                                  |                                                  | フリードリヒ5世 (プファルツ選帝侯)               | フリードリヒ5世 (プファルツ選帝侯)               | フリードリヒ5世 (プファルツ選帝侯) | フリードリヒ5世 (プファルツ選帝侯) | フリードリヒ5世 (プファルツ選帝侯) | フリードリヒ5世 (プファルツ選帝侯) |                          |                          |                          |                          | ゲオルク (ブラウンシュヴァイク＝カレンベルク公) | ゲオルク (ブラウンシュヴァイク＝カレンベルク公) | ゲオルク (ブラウンシュヴァイク＝カレンベルク公) | ゲオルク (ブラウンシュヴァイク＝カレンベルク公) | ゲオルク (ブラウンシュヴァイク＝カレンベルク公) | ゲオルク (ブラウンシュヴァイク＝カレンベルク公) |  |  | アンナ・エレオノーレ・フォン・ヘッセン＝ダルムシュタット         | アンナ・エレオノーレ・フォン・ヘッセン＝ダルムシュタット         | アンナ・エレオノーレ・フォン・ヘッセン＝ダルムシュタット         | アンナ・エレオノーレ・フォン・ヘッセン＝ダルムシュタット         | アンナ・エレオノーレ・フォン・ヘッセン＝ダルムシュタット         | アンナ・エレオノーレ・フォン・ヘッセン＝ダルムシュタット         |  |  |
|                                      |                                      |                                      |                                      |                                      |                                      |  |  | チャールズ1世 (イングランド王) | チャールズ1世 (イングランド王) | チャールズ1世 (イングランド王) | チャールズ1世 (イングランド王) | チャールズ1世 (イングランド王) | チャールズ1世 (イングランド王) |                      |                      |                                |                                |                                |                                | エリザベス・ステュアート       | エリザベス・ステュアート       | エリザベス・ステュアート | エリザベス・ステュアート | エリザベス・ステュアート                         | エリザベス・ステュアート                         |                                                  |                                                  | フリードリヒ5世 (プファルツ選帝侯)               | フリードリヒ5世 (プファルツ選帝侯)               | フリードリヒ5世 (プファルツ選帝侯) | フリードリヒ5世 (プファルツ選帝侯) | フリードリヒ5世 (プファルツ選帝侯) | フリードリヒ5世 (プファルツ選帝侯) |                          |                          |                          |                          | ゲオルク (ブラウンシュヴァイク＝カレンベルク公) | ゲオルク (ブラウンシュヴァイク＝カレンベルク公) | ゲオルク (ブラウンシュヴァイク＝カレンベルク公) | ゲオルク (ブラウンシュヴァイク＝カレンベルク公) | ゲオルク (ブラウンシュヴァイク＝カレンベルク公) | ゲオルク (ブラウンシュヴァイク＝カレンベルク公) |  |  | アンナ・エレオノーレ・フォン・ヘッセン＝ダルムシュタット         | アンナ・エレオノーレ・フォン・ヘッセン＝ダルムシュタット         | アンナ・エレオノーレ・フォン・ヘッセン＝ダルムシュタット         | アンナ・エレオノーレ・フォン・ヘッセン＝ダルムシュタット         | アンナ・エレオノーレ・フォン・ヘッセン＝ダルムシュタット         | アンナ・エレオノーレ・フォン・ヘッセン＝ダルムシュタット         |  |  |
|                                      |                                      |                                      |                                      |                                      |                                      |  |  |                                |                                |                                |                                |                                |                                |                      |                      |                                |                                |                                |                                |                                |                                |                          |                          |                                                  |                                                  |                                                  |                                                  |                                                  |                                                  |                                    |                                    |                                    |                                    |                          |                          |                          |                          |                                                 |                                                 |                                                 |                                                 |                                                 |                                                 |  |  |                                                                  |                                                                  |                                                                  |                                                                  |                                                                  |                                                                  |  |  |
|                                      |                                      |                                      |                                      |                                      |                                      |  |  |                                |                                |                                |                                |                                |                                |                      |                      |                                |                                |                                |                                |                                |                                |                          |                          |                                                  |                                                  |                                                  |                                                  |                                                  |                                                  |                                    |                                    |                                    |                                    |                          |                          |                          |                          |                                                 |                                                 |                                                 |                                                 |                                                 |                                                 |  |  |                                                                  |                                                                  |                                                                  |                                                                  |                                                                  |                                                                  |  |  |
| メアリー・ヘンリエッタ・ステュアート | メアリー・ヘンリエッタ・ステュアート | メアリー・ヘンリエッタ・ステュアート | メアリー・ヘンリエッタ・ステュアート | メアリー・ヘンリエッタ・ステュアート | メアリー・ヘンリエッタ・ステュアート |  |  | チャールズ2世 (イングランド王) | チャールズ2世 (イングランド王) | チャールズ2世 (イングランド王) | チャールズ2世 (イングランド王) | チャールズ2世 (イングランド王) | チャールズ2世 (イングランド王) |                      |                      | ジェームズ2世 (イングランド王) | ジェームズ2世 (イングランド王) | ジェームズ2世 (イングランド王) | ジェームズ2世 (イングランド王) | ジェームズ2世 (イングランド王) | ジェームズ2世 (イングランド王) |                          |                          | ゾフィー・フォン・デア・プファルツ               | ゾフィー・フォン・デア・プファルツ               | ゾフィー・フォン・デア・プファルツ               | ゾフィー・フォン・デア・プファルツ               | ゾフィー・フォン・デア・プファルツ               | ゾフィー・フォン・デア・プファルツ               |                                    |                                    |                                    |                                    |                          |                          |                          |                          | エルンスト・アウグスト (ハノーファー選帝侯)     | エルンスト・アウグスト (ハノーファー選帝侯)     | エルンスト・アウグスト (ハノーファー選帝侯)     | エルンスト・アウグスト (ハノーファー選帝侯)     | エルンスト・アウグスト (ハノーファー選帝侯)     | エルンスト・アウグスト (ハノーファー選帝侯)     |  |  | ゲオルク・ヴィルヘルム (ブラウンシュヴァイク＝リューネブルク公)  | ゲオルク・ヴィルヘルム (ブラウンシュヴァイク＝リューネブルク公)  | ゲオルク・ヴィルヘルム (ブラウンシュヴァイク＝リューネブルク公)  | ゲオルク・ヴィルヘルム (ブラウンシュヴァイク＝リューネブルク公)  | ゲオルク・ヴィルヘルム (ブラウンシュヴァイク＝リューネブルク公)  | ゲオルク・ヴィルヘルム (ブラウンシュヴァイク＝リューネブルク公)  |  |  |
| メアリー・ヘンリエッタ・ステュアート | メアリー・ヘンリエッタ・ステュアート | メアリー・ヘンリエッタ・ステュアート | メアリー・ヘンリエッタ・ステュアート | メアリー・ヘンリエッタ・ステュアート | メアリー・ヘンリエッタ・ステュアート |  |  | チャールズ2世 (イングランド王) | チャールズ2世 (イングランド王) | チャールズ2世 (イングランド王) | チャールズ2世 (イングランド王) | チャールズ2世 (イングランド王) | チャールズ2世 (イングランド王) |                      |                      | ジェームズ2世 (イングランド王) | ジェームズ2世 (イングランド王) | ジェームズ2世 (イングランド王) | ジェームズ2世 (イングランド王) | ジェームズ2世 (イングランド王) | ジェームズ2世 (イングランド王) |                          |                          | ゾフィー・フォン・デア・プファルツ               | ゾフィー・フォン・デア・プファルツ               | ゾフィー・フォン・デア・プファルツ               | ゾフィー・フォン・デア・プファルツ               | ゾフィー・フォン・デア・プファルツ               | ゾフィー・フォン・デア・プファルツ               |                                    |                                    |                                    |                                    |                          |                          |                          |                          | エルンスト・アウグスト (ハノーファー選帝侯)     | エルンスト・アウグスト (ハノーファー選帝侯)     | エルンスト・アウグスト (ハノーファー選帝侯)     | エルンスト・アウグスト (ハノーファー選帝侯)     | エルンスト・アウグスト (ハノーファー選帝侯)     | エルンスト・アウグスト (ハノーファー選帝侯)     |  |  | ゲオルク・ヴィルヘルム (ブラウンシュヴァイク＝リューネブルク公)  | ゲオルク・ヴィルヘルム (ブラウンシュヴァイク＝リューネブルク公)  | ゲオルク・ヴィルヘルム (ブラウンシュヴァイク＝リューネブルク公)  | ゲオルク・ヴィルヘルム (ブラウンシュヴァイク＝リューネブルク公)  | ゲオルク・ヴィルヘルム (ブラウンシュヴァイク＝リューネブルク公)  | ゲオルク・ヴィルヘルム (ブラウンシュヴァイク＝リューネブルク公)  |  |  |
|                                      |                                      |                                      |                                      |                                      |                                      |  |  |                                |                                |                                |                                |                                |                                |                      |                      |                                |                                |                                |                                |                                |                                |                          |                          |                                                  |                                                  |                                                  |                                                  |                                                  |                                                  |                                    |                                    |                                    |                                    |                          |                          |                          |                          |                                                 |                                                 |                                                 |                                                 |                                                 |                                                 |  |  |                                                                  |                                                                  |                                                                  |                                                                  |                                                                  |                                                                  |  |  |
|                                      |                                      |                                      |                                      |                                      |                                      |  |  |                                |                                |                                |                                |                                |                                |                      |                      |                                |                                |                                |                                |                                |                                |                          |                          |                                                  |                                                  |                                                  |                                                  |                                                  |                                                  |                                    |                                    |                                    |                                    |                          |                          |                          |                          |                                                 |                                                 |                                                 |                                                 |                                                 |                                                 |  |  |                                                                  |                                                                  |                                                                  |                                                                  |                                                                  |                                                                  |  |  |
| ウィリアム3世 (イングランド王)       | ウィリアム3世 (イングランド王)       | ウィリアム3世 (イングランド王)       | ウィリアム3世 (イングランド王)       | ウィリアム3世 (イングランド王)       | ウィリアム3世 (イングランド王)       |  |  | メアリー2世 (イングランド女王) | メアリー2世 (イングランド女王) | メアリー2世 (イングランド女王) | メアリー2世 (イングランド女王) | メアリー2世 (イングランド女王) | メアリー2世 (イングランド女王) |                      |                      | アン (イギリス女王)            | アン (イギリス女王)            | アン (イギリス女王)            | アン (イギリス女王)            | アン (イギリス女王)            | アン (イギリス女王)            |                          |                          | ジェームズ・フランシス・エドワード・ステュアート | ジェームズ・フランシス・エドワード・ステュアート | ジェームズ・フランシス・エドワード・ステュアート | ジェームズ・フランシス・エドワード・ステュアート | ジェームズ・フランシス・エドワード・ステュアート | ジェームズ・フランシス・エドワード・ステュアート |                                    |                                    | ジョージ1世 (イギリス王)           | ジョージ1世 (イギリス王)           | ジョージ1世 (イギリス王) | ジョージ1世 (イギリス王) | ジョージ1世 (イギリス王) | ジョージ1世 (イギリス王) |                                                 |                                                 |                                                 |                                                 |                                                 |                                                 |  |  | ゾフィー・ドロテア・フォン・ブラウンシュヴァイク＝リューネブルク | ゾフィー・ドロテア・フォン・ブラウンシュヴァイク＝リューネブルク | ゾフィー・ドロテア・フォン・ブラウンシュヴァイク＝リューネブルク | ゾフィー・ドロテア・フォン・ブラウンシュヴァイク＝リューネブルク | ゾフィー・ドロテア・フォン・ブラウンシュヴァイク＝リューネブルク | ゾフィー・ドロテア・フォン・ブラウンシュヴァイク＝リューネブルク |  |  |
| ウィリアム3世 (イングランド王)       | ウィリアム3世 (イングランド王)       | ウィリアム3世 (イングランド王)       | ウィリアム3世 (イングランド王)       | ウィリアム3世 (イングランド王)       | ウィリアム3世 (イングランド王)       |  |  | メアリー2世 (イングランド女王) | メアリー2世 (イングランド女王) | メアリー2世 (イングランド女王) | メアリー2世 (イングランド女王) | メアリー2世 (イングランド女王) | メアリー2世 (イングランド女王) |                      |                      | アン (イギリス女王)            | アン (イギリス女王)            | アン (イギリス女王)            | アン (イギリス女王)            | アン (イギリス女王)            | アン (イギリス女王)            |                          |                          | ジェームズ・フランシス・エドワード・ステュアート | ジェームズ・フランシス・エドワード・ステュアート | ジェームズ・フランシス・エドワード・ステュアート | ジェームズ・フランシス・エドワード・ステュアート | ジェームズ・フランシス・エドワード・ステュアート | ジェームズ・フランシス・エドワード・ステュアート |                                    |                                    | ジョージ1世 (イギリス王)           | ジョージ1世 (イギリス王)           | ジョージ1世 (イギリス王) | ジョージ1世 (イギリス王) | ジョージ1世 (イギリス王) | ジョージ1世 (イギリス王) |                                                 |                                                 |                                                 |                                                 |                                                 |                                                 |  |  | ゾフィー・ドロテア・フォン・ブラウンシュヴァイク＝リューネブルク | ゾフィー・ドロテア・フォン・ブラウンシュヴァイク＝リューネブルク | ゾフィー・ドロテア・フォン・ブラウンシュヴァイク＝リューネブルク | ゾフィー・ドロテア・フォン・ブラウンシュヴァイク＝リューネブルク | ゾフィー・ドロテア・フォン・ブラウンシュヴァイク＝リューネブルク | ゾフィー・ドロテア・フォン・ブラウンシュヴァイク＝リューネブルク |  |  |
|                                      |                                      |                                      |                                      |                                      |                                      |  |  |                                |                                |                                |                                |                                |                                |                      |                      |                                |                                |                                |                                |                                |                                |                          |                          |                                                  |                                                  |                                                  |                                                  |                                                  |                                                  |                                    |                                    |                                    |                                    |                          |                          |                          |                          |                                                 |                                                 |                                                 |                                                 |                                                 |                                                 |  |  |                                                                  |                                                                  |                                                                  |                                                                  |                                                                  |                                                                  |  |  |
|                                      |                                      |                                      |                                      |                                      |                                      |  |  |                                |                                |                                |                                |                                |                                |                      |                      | ウィリアム (グロスター公)      |                                |                                |                                |                                |                                |                          |                          |                                                  |                                                  |                                                  |                                                  |                                                  |                                                  |                                    |                                    |                                    |                                    |                          |                          |                          |                          |                                                 |                                                 |                                                 |                                                 |                                                 |                                                 |  |  |                                                                  |                                                                  |                                                                  |                                                                  |                                                                  |                                                                  |  |  |